# 杨柳村古建筑群
杨柳村古建筑群，位于江苏省南京市江宁区湖熟街道，是南京规模最大、保存最完整的明清古建筑群。2002年列为江苏省文物保护单位。2013年5月成为全国重点文物保护单位。

## 历史
17世纪时，朱氏一支定居杨留村。清康乾年间，杨柳村进行大规模建设，形成36处大规模宅院，称为“三十六堂”，朱氏一族拥有二十四堂。

## 建筑

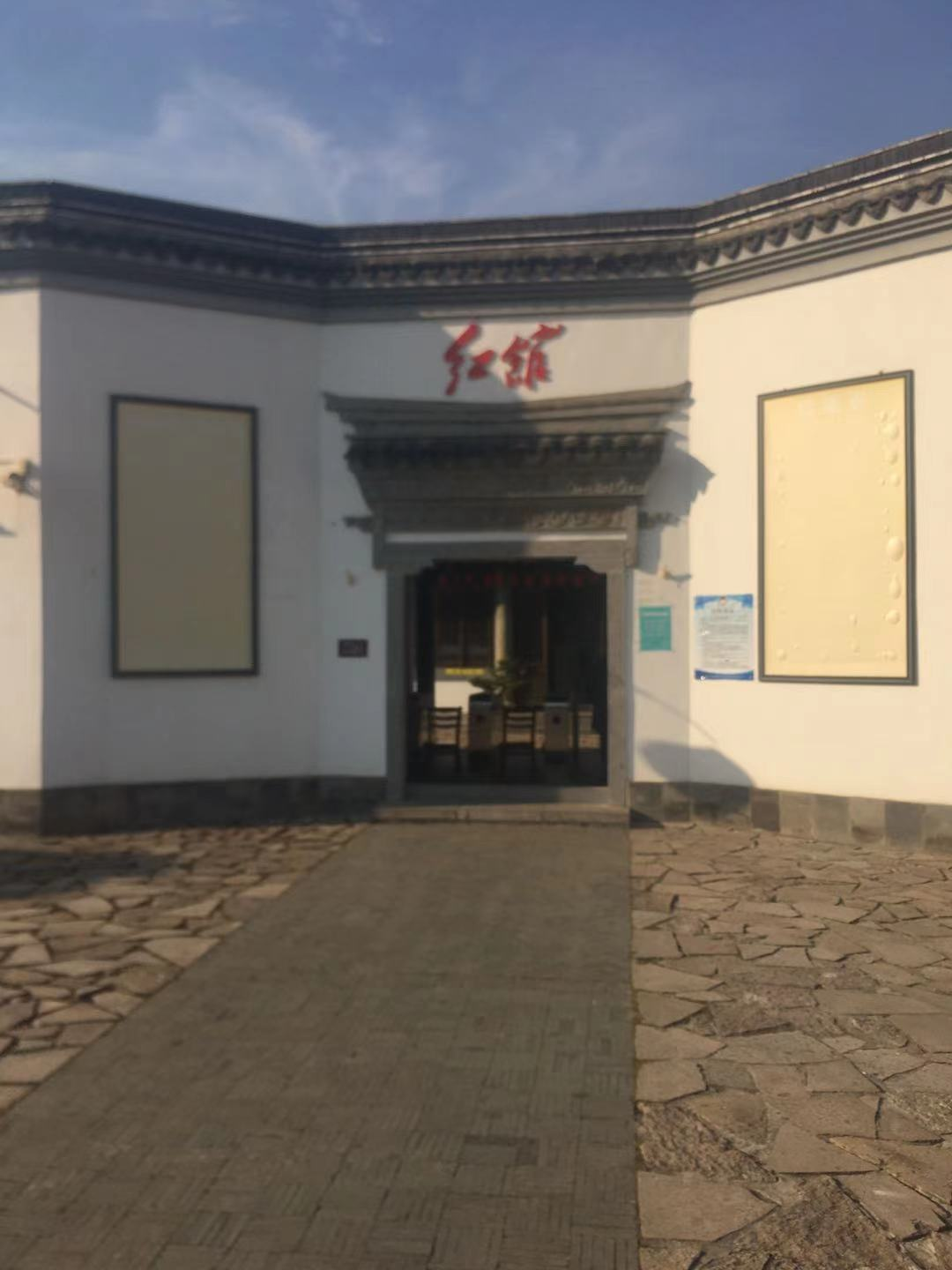
自己拍的杨柳村红馆

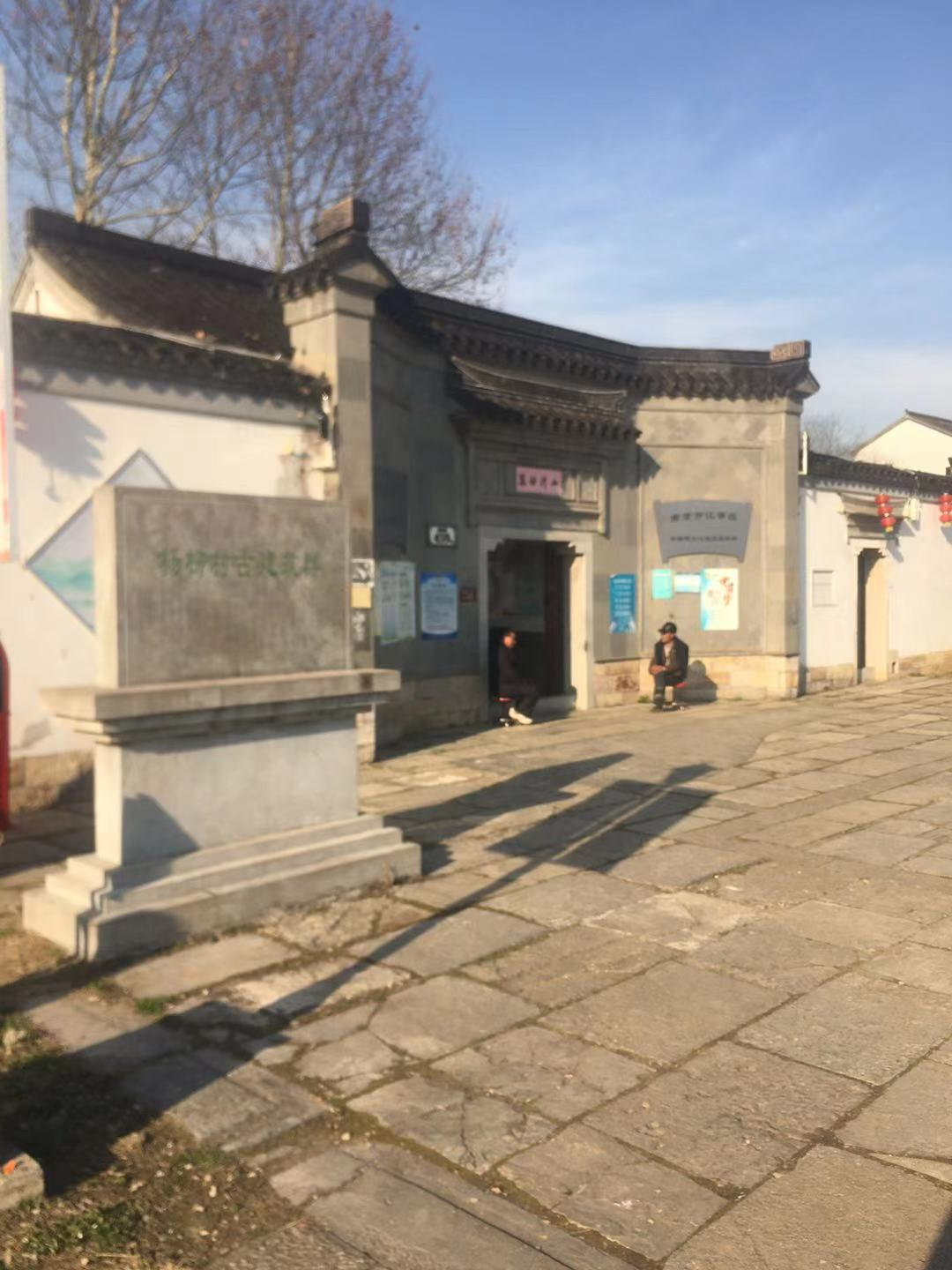
自己拍的第二张民俗博物馆图

主要建筑有朱氏宗祠、红馆、九十九间半，其中九十九间半核心打造的杨柳村民俗博物馆门票40元，红馆门票30元。

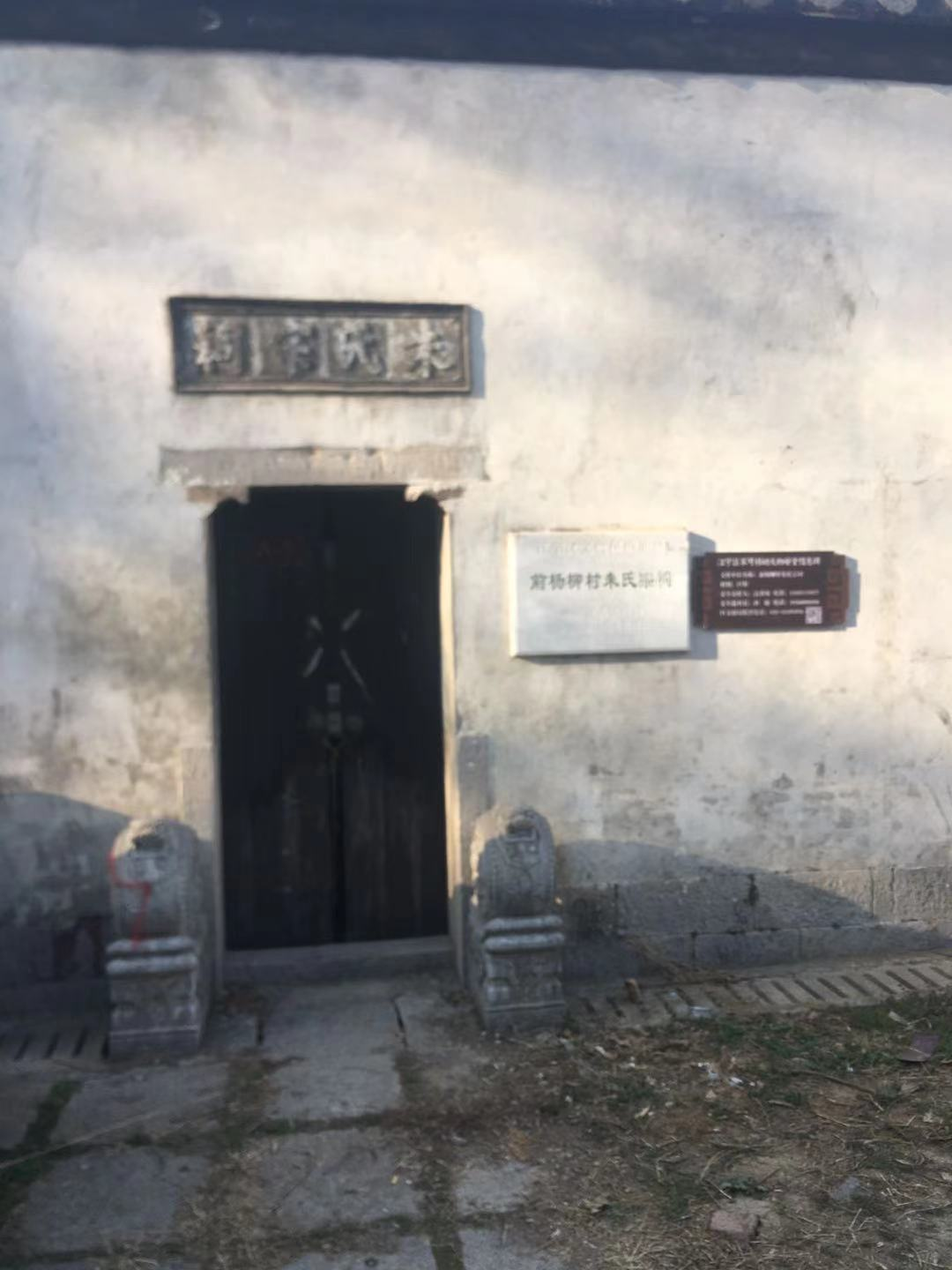
自己拍的杨柳村古建筑群朱氏宗祠